# Open Geospatial Consortium
Open Geospatial Consortium（OGC）は、1994年に設立された国際的な非政府による標準化団体である。OGCでは、世界中の500を超える商業、政府、非営利および研究機関が協力しながら、地理空間のコンテンツとサービス、センサーWebとIoT、GISデータ処理、およびデータ共有に関する標準規格の開発と実装を行っている。

## 歴史
前身の組織は、1992年に設立されたOGF、オープンGRASS財団である。
1994年から2004年まで、組織はOpen GIS Consortiumという名前も使用した。 
OGCのWebサイトには、OGCの詳細な歴史が掲載されている。

## 規格
ほとんどのOGCの標準規格は、地理学的地物を表現するための基本的データモデルを記述した抽象仕様と総称される文書に定義された汎用アーキテクチャに基づく。抽象仕様を頂点として、メンバーは相互運用可能なGISを含む地理空間技術の要求を満たす仕様や標準を開発し続けている。 
参考：http://www.opengeospatial.org/standards

クライアント/サーバーとOGCプロトコルの関係

OGC標準のベースラインは、30を超える標準で構成されている。
- CSW -  Catalog Service for the Web：カタログ情報へのアクセス
- GML -  Geography Markup Language：地理マーク付け言語
- GeoXACML - Geospatial eXtensible Access Control Markup Language
- KML - Keyhole Markup Language：既存（または将来）のWebベースの2次元マップおよび3次元Earthブラウザで地図上で注釈および可視化をするためのXML言語スキーマ。
- Observations and Measurements
- OGC Reference Model  -完全な参照モデルセット
- OLS - Open Location Service (OpenLS) [5]
- OGC Web Services Context Documentは、OGC統合クライアントのアプリケーション状態を定義。
- OWS -  OGC Web Service Common
- SOS - Sensor Observation Service[6]
- SPS  - Sensor Planning Service[7]
- SensorML - Sensor Model Language
- SensorThings API [8] -  Webを介してIoTデバイス、データ、およびアプリケーションを相互接続するためのオープンで統一されたフレームワーク。  現在評価中の標準候補。
- SFS - Simple Features SQL
- SLD - Styled Layer Descriptor
- SRID 、空間座標系の識別子
- WaterML - 水文観測データモデル
- WCS -  Web Coverage Service： カバレッジオブジェクトに対するアクセス、サブセット化、および処理を提供。
- WCPS -  Web Coverage Processing Service：ラスタカバレッジのアドホック処理およびフィルタリング用のラスタクエリ言語を提供。
- WFS -  Web Feature Service：地物の説明を取得または変更するためのもの
- WMS -  Web Map Service：地図画像を提供する
- WMTS -  Web Map Tile Service：地図画像のタイルを提供する
- WPS -  Web Processing Service：リモート処理サービス
- GeoSPARQL - Geographic SPARQL Protocol and RDF Query Language： [9] セマンティック・ウェブための地理空間データの表現とクエリ
- WTS -  Web Terrain Service（WTS）

標準の設計は当初はHTTPのWebサービスの考え方に基づきメッセージ・ベースのインタラクションで構築されていたが、その後SOAPとWSDLを用いた共通アプローチに拡張された。この取り組みは、OGC SensorThings APIなどでRESTを定義することに活用された。 

## 組織構造
OGCには4つの事業部門がある。 
1. 標準プログラム
2. イノベーションプログラム
3. コミュニティとアウトリーチプログラム
4. コンプライアンスプログラム

## コラボレーション
OGCは、 ISO / TC 211（地理情報/地理情報）と密接な関係にある。この委員会によって開発中のISO 19100シリーズは、OGCの抽象仕様を順次に置き換えている。さらに、OGC標準のWebマップサービス、GML、Web Feature Service、Observations and Measurements、およびSimple Features AccessがISO標準になった。 
OGCは、W3C、OASIS、WfMC、およびIETFを含む20を超える国際標準化団体と連携している。

## 参考
- GeoTools - OGC標準の参照実装
- オープンソース地理空間財団 （OSGeo）
- 地理情報システムソフトウェアのリスト
- 地理情報システムソフトウェアの比較
- OpenLayers
- セマンティックセンサーウェブ
- 気象情報交換モデル